# Isola Ardley
Isola Ardley è un'isola lunga 1,9 chilometri, situata nella baia di Maxwell, vicino all'estremità sud-occidentale dell'isola di re Giorgio, nelle isole Shetland Meridionali dell'Antartide. Fu classificata come penisola nel 1935 dal personale della Discovery Investigations della Discovery II e prese il nome dal tenente RAB Ardley, Royal Naval Reserve, un ufficiale della nave nel 1929-1931 e 1931-1933. Da allora la fotografia aerea ha dimostrato che è un'isola con Braillard Point, cioè il promontorio che forma l'estremità nord-orientale dell'isola di Ardley. È stata designata Area Antartica Specialmente Protetta (ASPA 150) per l'importanza delle sue colonie di uccelli marini.

## Fauna
L'isola è stata identificata come un'area importante per la conservazione degli uccelli da BirdLife International perché ha una colonia riproduttiva di 4.600 coppie di pinguini ed è anche sede delle seguenti specie: pinguino di Adelia, pinguino sottogola, uccello marino antartico, procellaria delle tempeste di Wilson, procellaria delle tempeste dal ventre nero, procellaria, calamaro subantartico e sterna antartica.
Uno studio del 2016 ha esaminato i sedimenti dei laghi di guano e ha studiato le dinamiche della popolazione di pinguini negli ultimi 7.000 anni. Tre delle cinque fasi di crescita della popolazione furono bruscamente interrotte a causa di numerose eruzioni vulcaniche del vulcano attivo sull'isola Deception, 120 km a sud-ovest.

## Stazioni di ricerca

### Ballvé
Nella zona sono presenti anche due edifici argentini che costituiscono il Rifugio Ballvé, allestito nel 1953, a circa 50 metri a est di Ripamonti I. Un radiofaro argentino facilita la navigazione, guardando verso la baia di Maxwell (baia di Fildes). Le strutture rimangono nella zona tutto l'anno. Gli scienziati provengono dall'isola di King George per le loro spedizioni. [1]

### Ripamonti I
Ci sono due rifugi di ricerca cileni semipermanenti solo estivi. Ripamonti I (62°12' S; 58°53' W) è stata fondata nel 1982.

### Ripamonti II
Nella costa settentrionale di Ardley, Ripamonti II (ex rifugio dell'Istituto Alfred Wegener, ceduto al Cile dalla Germania nel 1997) si trova a quasi 100 metri a sud-ovest di Braillard Point, nella parte sud-orientale, all'interno delle colonie riproduttive dei pinguini.

### Rivendicazioni fondiarie
L'Argentina incorpora l'isola nella provincia della Terra del Fuoco, dell'Antartide e delle Isole dell'Atlantico meridionale. Il Cile lo incorpora nella municipalità antartica cilena della provincia antartica cilena nelle Magallanes e nella regione antartica cilena. Per quanto riguarda il Regno Unito, l'isola è integrata nel territorio antartico britannico. Tutte e tre le rivendicazioni sono soggette alle disposizioni e alle restrizioni sulla sovranità del Trattato sull'Antartide.